# Lotfi Mhaissi
Lotfi Mhaissi (* 4. September 1964 in Tunis) ist ein ehemaliger tunesischer Fußballspieler, der als Verteidiger spielte.

## Karriere
Mhaissi wurde in der Hauptstadt geboren und spielte schon in der Jugend für Club Africain. Von 1985 bis 1994 für spielte er für die erste Mannschaft von Club Africain in der ersten tunesischen Liga. Zur Saison 1995/1996 wechselte er zum saudischen Traditionsverein Ittihad FC.
Für die Tunesische Fußballnationalmannschaft spielte er 7 Spiele, welche zwischen 1990 und 1993 ausgetragen wurden.
Auf nationaler Ebene gewann er mit seinem Verein 1990 und 1992 die tunesische Meisterschaft und 1992 mit einem 2:1 im Finale gegen Stade Tunisien den Landespokal.
International konnte er mit Club Africain zwei Titel holen. In der Saison 1991 den afrikanischen Pokal der Landesmeister, im Hinspiel des Finales, das Club Africain gewann, erzielte Lofti Mhaissi zwei Tore. Dieser Titel war der erste Champions-League-Erfolg für einen tunesischen Verein.
Als es noch keinen Weltpokal gab, an dem die Champions-League-Sieger aller Kontinente in einem Turnier spielen, wurde zwischen 1986 und 1998 ein Finale mit Hin- und Rückspiel zwischen den Sieger der asiatischen und afrikanischen Champions League ausgetragen. In der Saison 1991/92 gewann Lotfi Mhaissi mit Club Africain den afro-asiatischen Pokal gegen den saudischen Vertreter Al-Hilal. Das Hinspiel in Tunesien hatte CA mit 2:1 gegen Al-Hilal gewonnen, das Rückspiel endete mit einem 2:2-Remis. Lofti Mhaissi war in beiden Spielen, vor allem in Saudi-Arabien, eine Stütze für seine Mannschaft.

## Titel und Erfolge
- Championnat de Tunisie (2)
  - Meister:  1990, 1992
- Tunesischer Landespokal (1)
  - Sieger:  1992
  - Finalist: 1986, 1988, 1989
- CAF Champions League (1)
  - Sieger: 
1991
- Afro-Asien-Pokal (1)
  - Sieger: 1992
- African Cup Winners’ Cup
  - Finalist: 1990